# Die Geliebte des Gouverneurs
Die Geliebte des Gouverneurs ist ein deutsches Stummfilm-Historiendrama aus dem Jahre 1927 von Friedrich Fehér mit seiner Frau Magda Sonja und Fritz Kortner in den Hauptrollen. Die Geschichte orientiert sich an der tragischen Geschichte der realen Draga Maschin, die es bis auf den Königsthron Serbiens brachte, ehe sie und ihr Gatte 1903 ermordet wurden. 

## Handlung
Aufstieg und tiefer Fall der jungen Konkubine des Zarewitsch und Gouverneurs Alexander stehen im Mittelpunkt der an realen Ereignissen im damaligen Serbien nachempfundenen Geschichte. Von Haus aus Hofdame des zukünftigen Herrschers, kommen sich die beiden komplett unterschiedlichen Gesellschaftsschichten entstammenden jungen Menschen näher, was aber bald bei den höfischen Schranzen aber auch bei der Zarin auf großen Unmut stößt. Skandale und Sittenverstöße sind derart an der Tagesordnung, dass sich bald eine ernsthafte Verschwörung gegen das Liebespaar zusammenbraut. Als der Herrscher im Wartestand und seine Geliebte heiraten, ist damit deren Todesurteil besiegelt. Doch ehe die Meuchelmörder (wie im historischen Handlungsort Belgrad des Jahres 1903) zuschlagen können, haben sich Alexander und seine frischgebackene Ehefrau in dieser Filmverfremdung dazu entschlossen, freiwillig aus dem Leben zu scheiden.

## Produktionsnotizen und Zensurprobleme
Die Geliebte des Gouverneurs entstand im Juni und Juli 1927 in Staaken sowie mit Außenaufnahmen in Prag. Der Film passierte am 13. Oktober 1927 die Zensur und wurde am 16. Dezember desselben Jahres in Berlins Primus-Palast uraufgeführt. Der Neunakter besaß eine Länge von 3160 Metern. In Österreich lief der Film ab dem 20. Januar 1928 unter dem Titel Die Geliebte auf dem Königsthron.
Max Knaake gestaltete die Filmbauten, Fritz Brunn übernahm die Aufnahmeleitung.

## Wissenswertes
Angeblich um sich Probleme mit der jugoslawischen Regierung zu ersparen, sorgte man auf deutscher Seite dafür, dass sich die Ähnlichkeiten mit der wahren Geschichte um Königin Draga in engen Grenzen hielten. Weder taucht ihr Name oder der des jugoslawischen Königs im Filmtitel auf, noch spielte die Geschichte in einem namentlich genannten Land. Der Bezug auf die wahren historischen Ereignisse rund um die Jahrhundertwende ist dementsprechend sehr vage gehalten.

## Kritik
Das Prager Tagblatt schrieb: „Auch in der gegenwärtigen Form ist der Film ausgezeichnet. Magda Sonja und Fritz Kortner spielen mit virtuosem Können und überzeugender Realität das gekrönte Liebespaar und Friedrich Feher hat aus der Prager Landschaft, aus historisch nachgeahmten Bauten und aus arbeitslosen Statisten alles herausregissiert, was eben nur ein Meister des Faches trifft.“